# Jiang Qiuyan
Jiang Qiuyan (chiń. 蒋秋艳; ur. 14 marca 1983) – chińska lekkoatletka, chodziarka.

## Osiągnięcia
- złoty medal Uniwersjady (Izmir 2005)
- złoto mistrzostw Azji (Amman 2007)
- złoty medal Uniwersjady (Bangkok 2007)

## Rekordy życiowe
- chód na 20 km - 1:28:01 (2005)